# Nathan Ehrenfeld

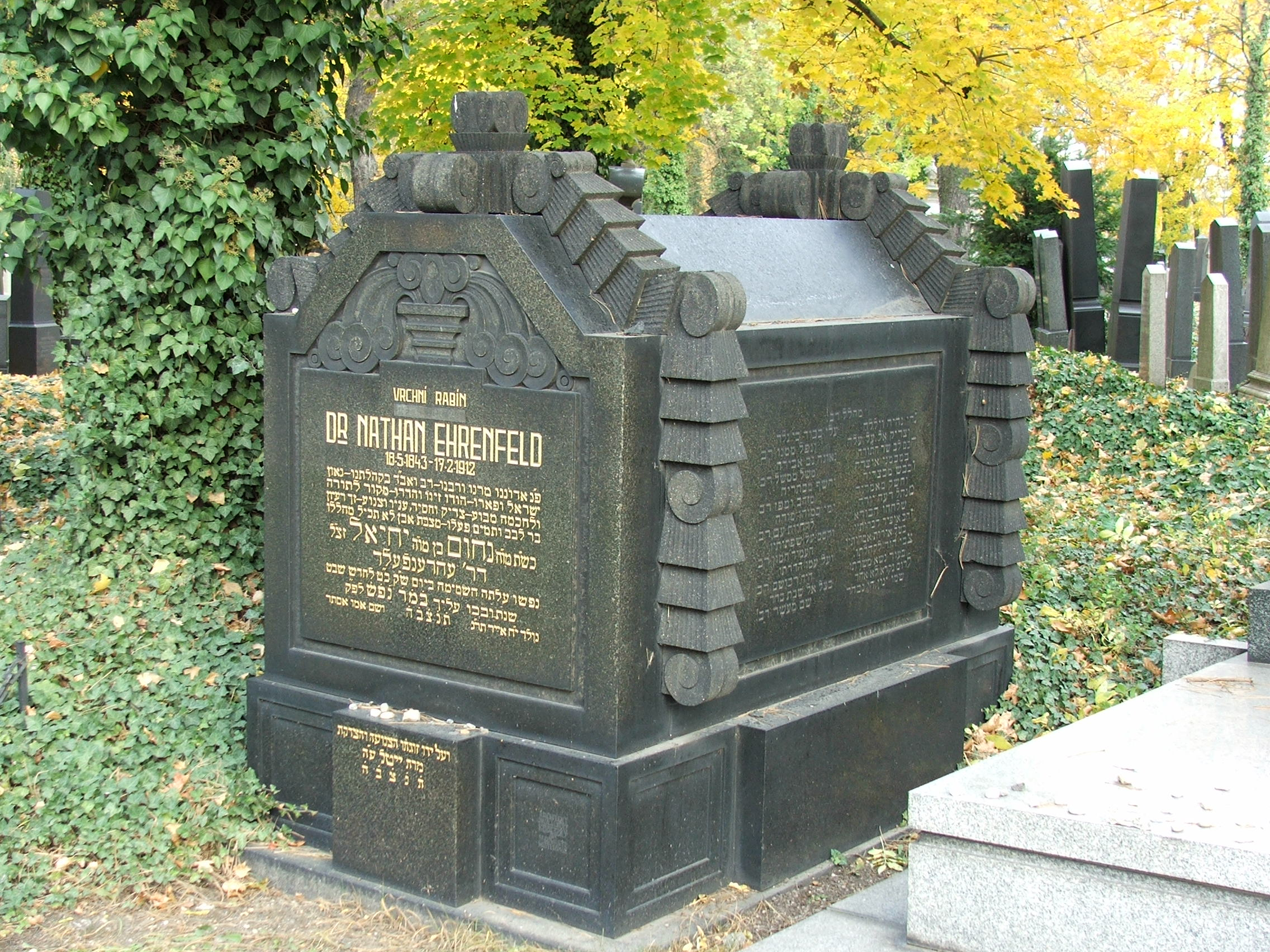
Grabmal auf dem Neuen Jüdischen Friedhof, Prag, gestaltet vom Bildhauer Paul Albert Kopetzky

Nathan Ehrenfeld (geboren 18. Mai 1843 in Csúz, Kaisertum Österreich; gestorben 17. Februar 1912 in Prag, Österreich-Ungarn) war ein österreich-ungarischer Rabbiner.

## Leben
Nathan Ehrenfeld studierte am Rabbinerseminar in Pozsony. In Eisenstadt und in Berlin war er Schüler von Esriel Hildesheimer (1820–1899). Ehrenfeld war Student an der Universität Wien und wurde an der Universität Kiel mit einer Dissertation über Josef Albo promoviert.
Ehrenfeld wurde Rabbiner in Brandenburg an der Havel (1872–1876), in Prenzlau und ab 1878 in Gnesen.
1890 wurde er als Nachfolger von Markus Hirsch (1833–1909) Oberrabbiner in Prag. Nach seinem Tod übernahm einer seiner Schwiegersöhne, Heinrich Brody (1868–1942), der auch die Trauerrede hielt und publizierte, das Amt. Ehrenfeld hatte fünf Kinder.

## Schriften (Auswahl)
Übernommen aus Iveta Cermanová: EHRENFELD Nathan 18.5.1843-17.2.1912, bei Československý biografický slovník
- Vier Abschnitte/Arba Parašijot. Predigt (Sabbath Hachodesch 5634), Brandenburg 1874; Predigt des Herrn Rabbiner Dr. E. zu Gnesen gehalten am Sonnabend, den 13. Januar 1883 in der Synagoge von Hannover, Hannover 1883; Zwei Reden beim Antritte des Prager Oberrabbinates, 1890; Rede gehalten am neuen israelitischen Friedhofe anlässlich der Eröffnung desselben am 6. Juli 1890 vom Sr. Ehrwürdigen Herrn Oberrabbiner Dr. N. E., in: Die Eröffnung des neuen zweiten Israel. Wolschaner Friedhofes, 1890, s. 9–13; Lehrplan für den israelitischen Religionsunterricht an den Gymnasien und Realschulen in Prag (sM. Tauberem), 1893; Worte der Trauer an der Bahre des Herrn Bernhard Singer, Obercantors an der Klaussynagoge in Prag am 24. Adar 5656/9 März 1896, 1896; Der Abschied vom Gotteshause. Predigt in der Neusynagoge zu Prag am 7. Tage des Passachfestes 5658 (13. April 1898), 1898; Österreichs Trauer und Jubel. Zwei Kanzelreden, 1899; Salomon Kohn s. A. Trauerrede bei der am 5. Kislew 5655 (13. November 1904) in der Klaussynagoge in Prag veranstalteten Gedächtnisfeier, 1904